# Byggningsvecka
Byggningsvecka kallades förr vid järnbruk den vecka vid flyttningstiden på hösten, då smidesverksamheten stod stilla samt i stället hammare, vattenhjul och liknande sågs över och reparerades.